# 2016年夏季奧林匹克運動會網球比賽
2016年夏季奧林匹克運動會網球比賽於8月6日至14日於奧林匹克網球中心舉行。球場表面使用眾多北美錦標賽使用的快速硬地表面，而非南美常見的紅土場地，目的是盡量減少場地對球員的干擾。
本屆是網球項目於1988年重返奧運後，女子雙打第二次由非美國組合贏得金牌，此次由俄羅斯擊敗瑞士贏得金牌。
來自美國的維納斯·威廉姆斯於混雙贏得銀牌後，成為史上首位於單打、雙打、混雙皆贏得獎牌的選手，亦是史上第二位囊括五面奧運（4金1銀）獎牌的選手。英國的安迪·莫瑞擊敗阿根廷的胡安·馬丁·德爾波特羅奪得男子單打金牌，成為史上第一位單打衛冕成功的選手、第一位獲得兩面單打金牌的選手。波多黎各選手莫妮卡·普格則贏得女子單打金牌，是該國的第一面奧運金牌。

## 獎牌榜
| 排名 | 国家／地区      | 金牌 | 银牌 | 铜牌 | 總數 |
| ---- | --------------- | ---- | ---- | ---- | ---- |
| 1    | 美国（USA）     | 1    | 1    | 1    | 3    |
| 2    | 英国（GBR）     | 1    | 0    | 0    | 1    |
| 2    | 西班牙（ESP）   | 1    | 0    | 0    | 1    |
| 2    | 波多黎各（PUR） | 1    | 0    | 0    | 1    |
| 2    | 俄罗斯（RUS）   | 1    | 0    | 0    | 1    |
| 6    | 罗马尼亚（ROU） | 0    | 1    | 0    | 1    |
| 6    | 阿根廷（ARG）   | 0    | 1    | 0    | 1    |
| 6    | 德国（GER）     | 0    | 1    | 0    | 1    |
| 6    | 瑞士（SUI）     | 0    | 1    | 0    | 1    |
| 10   | 捷克（CZE）     | 0    | 0    | 3    | 3    |
| 11   | 日本（JPN）     | 0    | 0    | 1    | 1    |
|      | 總計            | 5    | 5    | 5    | 15   |

## 獎牌得主
| 项目              | 金牌                                                  | 银牌                                            | 铜牌                                            |
| 男子单打 （詳細） | 安迪·穆雷 · 英国（GBR）                               | 胡安·馬丁·德爾波特羅 · 阿根廷（ARG）            | 錦織圭 · 日本（JPN）                            |
| 男子双打 （詳細） | 西班牙（ESP） · 馬克·洛佩斯 ·                         | 罗马尼亚（ROU） · 弗洛林·梅爾賈 · 霍里亞·特卡烏 | 美国（USA） · 斯蒂夫·約翰遜 · 傑克·索克         |
| 女子单打 （詳細） | 莫妮卡·普伊格 · 波多黎各（PUR）                       | 安潔莉克·克伯 · 德国（GER）                     | 佩特拉·克維托娃 · 捷克（CZE）                   |
| 女子双打 （詳細） | 俄罗斯（RUS） · 葉卡捷琳娜·馬卡洛娃 · 葉連娜·韋斯寧娜 | 瑞士（SUI） · 迪美雅·芭辛絲姬 · 玛蒂娜·辛吉斯   | 捷克（CZE） · 露絲·莎法洛法 · 巴博拉·扎赫拉沃娃 |
| 混合双打 （詳細） | 美国（USA） · 比丹妮·瑪蒂克-桑茲 · 傑克·索克          | 美国（USA） · 维纳斯·威廉姆斯 · 拉傑夫·拉姆     | 捷克（CZE） · 露絲·哈迪卡 · 拉德克·斯泰潘內克   |

## 外部連結
- ITF Olympic Coverage（页面存档备份，存于）
- NBC Olympics（页面存档备份，存于）